# Purzelkäfer

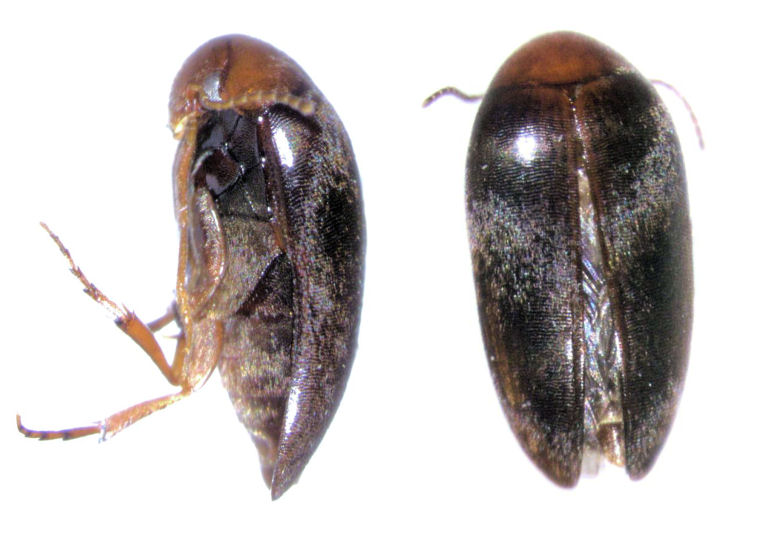
Eucinetus stewarti

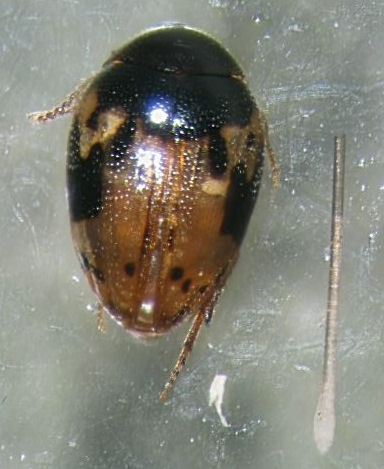
Noteucinetus nunni

Die Purzelkäfer (Eucinetidae) stellen eine Familie der Käfer (Coleoptera) dar.

## Merkmale
Die Vertreter dieser Gruppe erreichen Körpergrößen zwischen drei und vier Millimeter. Der Körper ist eiförmig, stark gewölbt und rotbraun bis schwarz gefärbt. Die Flügeldecken weisen auffällige Streifen auf. Darin ähneln sie den Stachelkäfern (Mordellidae), und genau wie bei diesen besteht ihre Fluchtreaktion aus „purzelnden“ Bewegungen. Die Fühler sind elfgliedrig, die Beine fünfgliedrig.

## Lebensweise
Die Käfer ernähren sich von faulenden Pflanzenteilen und leben vor allem auf Sand- und Lößböden unter solchen Pflanzenresten.

## Systematik
In Europa ist die Familie der Purzelkäfer mit acht Arten aus drei Gattungen vertreten.

### Gattung Eucilodes
- Eucilodes caucasicus (Reitter, 1885)

### Gattung Eucinetus
- Eucinetus haemorrhoidalis (Germar, 1818)

### Gattung Nycteus
- Nycteus bicolor (Reitter, 1887)
- Nycteus hopffgarteni (Reitter, 1885)
- Nycteus meridionalis Laporte de Castelnau, 1836
- Nycteus oertzeni (Reitter, 1887)
- Nycteus prospector (Vit, 1985)
- Nycteus wollastoni (Vit, 1985)